# Fairview (hrabstwo Buncombe)
Fairview – jednostka osadnicza w Stanach Zjednoczonych, w stanie Karolina Północna, w hrabstwie Buncombe.